# عبروا في صمت (فلم)
عبروا في صمت هو فيلم مغربي من إخراج حكيم نوري سنة 1997، وبطولة كل من رشيد الوالي، حميد الزوغي، حمادي عمور، منى فتو، وغيرهم.
يعود الفيلم إلى فترة السبعينات بالمغرب أو ما يعرف بـ«سنوات الرصاص».

## القصة
في عام 1997، الصحفى العجوز «عمر»، يتذكر سنوات السبعينيات، ويحكي لنا قصة «سالم»، الصحفي الشاب الذي سجن وهو في الخامسة والثلاثين من عمره بسبب انتقاد كبار الموظفين الفاسدين، ساعده في ذلك صديقه عمر، لأنه حاول مثله أن يقف ضد المحرمات دون أن يفهم أنها معركة ضائعة من البداية، لكن هذا لم يمنع سالم من المواصلة، ولم يبخل الموظف العام «جمالي» ومدير مكتبة في محالة شراء سالم، لكن عندما رفض وضعوا في طريقه امرأة جميلة اسمها «كريمة».
قاوم سالم بشدة، لكنه اغتيل في الأخير.

## روابط خارجية
- صفحة الفيلم على موقع الأولى
- صفحة الفيلم على موقع africultures